# Pierre Crespet
Pierre Crespet (né à Sens en 1543 et mort en 1594) est un religieux de l'ordre des célestins et auteur de nombreux traités de théologie et de démonologie. Durant les guerres civiles, il témoigne beaucoup d'attachement pour la Sainte Ligue.
De 1590 à 1591, il accompagne le cardinal Gaëtano dans son voyage en Italie et visite les congrégations des Célestins.

## Œuvres
- Deux livres de la hayne de Sathan et malins esprits contre l'homme et de l'homme contre eux, Paris, Guillaume de la Noüe, 1590
- Discours catholiques de l'origine, de l'essence, excellence, fin et immortalité de l'âme, Paris, Chappellain, 1604
- La Pomme de Grenade mystique, ou Institution d'une vierge chrestienne et de l'Ame devote, qui fait profession de la vie continente, & de l'état de perfection, pour se disposer à l'advenement de sons espoux Jesus Christ. Paris, Guillaume de La Noue, 1586, puis Lyon, Thomas Soubron, 1592.
- Le jardin de plaisir et récréation spirituelle, Paris, G. de La Noüe, 1587
- Le triomphe de Jésus et Voyage de l'âme dévôte s'acheminant par quarante journees au mont de Calvaire, Paris, Robert le Fizelier, 1586